# Мечеть ас-Сайєда Зейнаб
Мечеть ас-Сайєда Зейнаб (араб. مسجد السيدة زينب ) — історична мечеть у місті Каїр, Єгипет, що є однією з найважливіших і найбільших мечетей в історії Єгипту. Вона названа на честь Сайєди Зайнаб бинт Алі, однієї з дочок Алі ібн Абу Таліба, четвертого праведного халіфа і першого з 12 шанованих шиїтами імамів, і його першої дружини Фатіми, дочки пророка Мухаммеда.

## Розташування
Мечеть розташована в каїрському районі Ес-Сайєда Зейнаб, який отримав свою назву від цієї мечеті. Він займає центр району, перед мечеттю лежить площа Ес-Сайєда Зейнаба. Площа має славу однієї з найвідоміших і найважливіших у Каїрі, з безліччю ресторанів та кафе, заповнених людьми, особливо під час сніданку та сухуру в період священного місяця Рамадан. Вулиця Зайн аль-Абідін поєднує мечеть з різними важливими місцями міста.

## Історія
Мечеть вважалася побудованою на могилі Зайнаб бинт Алі, дочки Алі ібн Абу Таліба та сестри Хасана та Хусейна ібн Алі (серед інших). Деякі історики вважають, що Зайнаб бинт Алі була відправлена до Єгипту через кілька місяців після битви при Кербелі, де вона оселилася за дев'ять місяців до своєї смерті і була похована в цьому місці. Таким чином, це місце вважається однією з найбільш популярних усипальниць для відвідування серед сунітів та ісмаїлітів. Однак багато людей, в першу чергу шиїти-двонадесятники вважають, що Сайєда Зейнаб була насправді похована в Дамаску, в Сирії, де нині існує мечеть Сайєда Зейнаб.
Немає точних відомостей про те, коли була зведена мечеть над могилою Сайєди Зейнаб, і в даний час не знайдено жодних історичних свідчень, за винятком розпорядження правителя Османа Алі-паші про реконструкцію в 1547. З того часу проведена ще низка реконструкцій, у тому числі проведена Аміром Абдул Рахманом в 1768, а в 1940 Міністерством вакуфів Єгипту, в ході останнього старий будинок був повністю зруйнований, а замість нього зведено нинішнє. З того часу мечеть не реєструється як пам'ятник ісламської історії. Колишня мечеть складалася з семи коридорів, паралельних стіні кіблів з квадратною чашею, вкритою куполом. На протилежному боці стіни кібла знаходиться мавзолей Сайєди Зейнаб, оточений мідною огорожею та увінчаний високим куполом.
У 1969 Міністерство пожертвувань подвоїло площу мечеті.